# Acacia pentaptera
Acacia pentaptera é uma espécie de leguminosa do gênero Acacia, pertencente à família Fabaceae.